# بوثو-لورينتي
بلدية بوثو-لورينتي (بالإسبانية: Pozo-Lorente) هي بلدية تقع في مقاطعة البسيط التابعة لمنطقة كاستيا لا مانتشا وسط إسبانيا.

## الديموغرافيا
بلغ عدد سكان بلدية بوثو-لورينتي 467 نسمة عام 2011 (وفقاً للمعهد الوطني الإسباني للإحصاء).
| 540 | 549 | 484 | 502 | 489 | 478 | 467 |